# Роккастрада
Роккастрада (італ. Roccastrada) — муніципалітет в Італії, у регіоні Тоскана,  провінція Гроссето.
Роккастрада розташована на відстані близько 165 км на північний захід від Рима, 90 км на південь від Флоренції, 27 км на північ від Гроссето.
Населення — 9266 осіб (2014).
Щорічний фестиваль відбувається 6 грудня. Покровитель — San Niccolò.

## Демографія
Населення за роками:

Станом на 1 січня 2023 року в муніципалітеті офіційно проживало 1205 іноземців з 69 країн, серед них 288 громадян країн Євросоюзу та 40 громадян України.

## Сусідні муніципалітети
- Кампаньятіко
- Кьюздіно
- Чивітелла-Паганіко
- Гаворрано
- Гроссето
- Масса-Мариттіма
- Монтічіано
- Монтієрі